# Dècada del 90 aC

## Esdeveniments
- Guerra social a Roma

## Personatges destacats
- Ptolemeu X Alexandre I, rei d'Egipte (107 aC-88 aC)
- Alexandre Janeu, rei de Judea (104 aC-78 aC)
- Gneu Pompeu Estrabó, general romà mort el 87 aC
- Mitridates VI Eupator, rei del Pont (121 aC-63 aC)
- Antíoc VIII Grypos, rei selèucida (125 aC-96 aC)
- Quint Cecili Metel Numídic, magistrat romà assassinat el 91 aC
- Gai Mari (157 aC-86 aC), cap del partit popular romà
- Marc Emili Escaure (163 aC-88 aC), magistrat romà